# Riu Almonte
L’Almonte és un curs d'aigua de la península Ibèrica, afluent del Tajo per l'esquerra. Discorre per la província espanyola de Càceres, a Extremadura. Apareix al segon volum del Diccionario geográfico-estadístico-histórico de España y sus posesiones de Ultramar de Pascual Madoz amb les següents termes:
Neix a les serres de Guadalupe. anomenades les Villuercas, de les quals surten tres gorges; una a la dreta del poble de Navezuelas, una altra entre aquest i el de Roturas, i la tercera tocant a l'últim; aquestes gorges tenen 2 ponts al camí de Retamosa a Roturas, i a curta distància per sota d'ells, es reuneixen i prenen el nom que porta aquest riu: així format corre d'est a oest, incorporant-s'hi els rierols de Berzocana, Garciaz, rierol Mojon, Tozo i Tamuja per l'esquerra, i per la dreta. diverses gorges sense nom i el rierol de Talavan, que neix als carrers d'aquest poble, entrant al Tajo amb força cabal després de 15 llegues de curs, al lloc d'Alconetar; encara que amb molts guals a molts punts, són els seus marges summament escabrosos, per la raó de les quals té 4 ponts situats, el primer en el camí d'Aldeanueva de Centenera a Retamosa, i es diu Puente del Conde, que serveix de límit als partits de Logrosan i Trujillo: el segon al camí ral de Madrid a Badajoz a 1/2 lleg. per baix de Jaraicejo, i 3 1/2 de Trujillo: el tercer al camí d'aquesta carretera a la de Plasència, al costat de la venta de la Barquilla, a 4 lleg. de la primera, i l'últim al lloc anomenat Aijon de Pantoja, al camí de Talavan a Cáceres, térme d'aquesta capital, a 2 1/2 lleg. de distància: aquest pont es troba 50 passos per sobre de la confluència d'aquest riu amb el Tamuja: abraça tots dos corrents, en termes que són més pròpiament dos, i consten cadascun d'un arc i dues finestres als costats; es troba sense ampits, i malgrat la seva regular elevació, es veu cobert d'aigua en les grans crescudes dels rius: se l'anomena El pont de D. Francisco, i va ser construït en temps de Carles I de Castella a expenses del Sr. Francisco de Carvajal y Sande, natural de la vila de Càceres; fins a aquest pont hi ha 22 molins fariners, que prenen el nom dels pobles o llocs per on passa, a saber: molí de Navezuelas, Roturas, Berzocana, Rincón, Risquillo, Puente del Conde, Higueras, Vaquillas, la Ramira, Acedo, Antellano, Góngora, Naharro, Carrera, Ramirillo, Carrascos, Apaña, Severo, Puente de Jaraicejo, Pilitas, Utrera i Monroy; des d'aquell punt al Tajo hi ha dues aceñas i dos canemars o preses de pesca, pertanyents al Sr. duc de Frias: a les tres primeres llegües produeix algunes truites, després anguiles i barbs fins a 10 lliures: encara que a l'estiu es disminueixen notablement les seves aigües, és raríssim l'any que perd el cabal.